# Charles Stourton, 26. Baron Mowbray
Charles Edward Stourton, 26. Baron Mowbray CBE (* 11. März 1923 in London; † 12. Dezember 2006 in Dundee) war ein britischer Adliger und Politiker. Von 1965 bis 1983 war er der ranghöchste Baron der Peerage of England. Er saß für die Conservative Party im House of Lords und war ein konservativer Whip der Regierung und von 1967 bis 1980 der Opposition. Er war einer der 92 Erbadeligen, die bei der Einführung des House of Lords Act 1999 gewählt wurden, ihren Sitz zu behalten.

## Familie
Er war der älteste Sohn und Heir apparent von William Stourton, 25. Baron Mowbray. Seine Mutter, Sheila Gully, war eine Enkelin von William Gully, 1. Viscount Selby, der 1895 bis 1905 Speaker des House of Commons war.

## Bildung und Militärdienst
Er war Schüler am Benediktiner-Internat Ampleforth College in Yorkshire und studierte am Christ Church College der University of Oxford. Während des Zweiten Weltkriegs diente er als Lieutenant der Grenadier Guards in der British Army, wurde 1944 in der Nähe von Caen verwundet und verlor dadurch sein rechtes Auge. Er verließ die Armee 1945 und führte eine Schweinefarm auf dem Familienlandsitz in Yorkshire.
Er war römisch-katholischen Glaubens und wurde 1947 als Knight of Honour and Devotion in den Malteserorden aufgenommen.

## Ehe und Kinder
Er war zweimal verheiratet. Er heiratete 1953 in erster Ehe Jane de Yarburgh-Bateson, das einzige Kind des Stephen Nicholas de Yarburgh-Bateson, 5. Baron Deramore. Das Ehepaar hatte zwei Söhne:
- Edward William Stephen Stourton, 27. Baron Mowbray (* 17. April 1953)
- Hon. James Alastair Stourton (* 3. Juli 1956)

Seine Gattin starb 1998, und er heiratete 1999 in zweiter Ehe Joan, Lady Holland, geborene Street, die Witwe von Sir Guy Holland, 3. Baronet.

## Politische Karriere
Er 1953 war Gold Stick Officer bei der Krönung von Königin Elisabeth II. Von 1954 bis 1959 war er Gemeinderat im Nidderdale Rural District Council.
Er nahm die Seite seiner Mutter ein, als sich seine Eltern 1961 scheiden ließen, ein Fall der großes Aufsehen erregte. Sein Vater wurde als egozentrisch dargestellt, und seine Mutter erhielt die richterliche Trennung aufgrund seiner Grausamkeit. Nach der Scheidung verklagte er seinen Vater wegen eines Streits über das Management des Familienlandsitztes, der dadurch beigelegt wurde.
Beim Tod seines Vaters erbte er 1965 dessen drei Baron-Titel als 26. Baron Mowbray, 27. Baron Segrave und 23. Baron Stourton. Der Titel Baron Mowbray ist die drittälteste noch bestehende Barony in der Peerage of England, nach dem Baron de Ros und Baron le Despencer. Aber weil Georgiana Maxwell, 27. Baroness de Ros weiblich war und der Baron le Despencer auch Viscount Falmouth war, folgte er seinem Vater als ranghöchster Baron von England (Premier Baron of England), bis 1983 Baroness de Ros starb, und von ihrem Sohn beerbt wurde. Sein Vater vermachte testamentarisch einen Großteil des Landsitzes seinem 12-jährigen Enkel, Edward Stourton, mit wenig Anteilen für seine Frau und seinen Sohn. Der Familienlandsitz von Allerton Park bei Knaresborough in Yorkshire gilt als eines der wichtigsten Gothic Revival Gebäude in England und wurde einer Stiftung vermacht, bis Edward das 30. Lebensjahr erreichte. Das Haus wurde 1983 und einen amerikanischen Geschäftsmann verleast.
Er war durch seine Augenklappe auf den konservativen Bankreihen leicht erkennbar und hat die konservative Parteilinie selten verlassen. Er wurde 1967 Whip der Opposition und führte diese Aufgabe für 13 Jahre durch, bis er 1980 zurückgetreten ist. Als Lord-in-Waiting wurde er oft gerufen um ausländische Staatsoberhäupter in Heathrow Airport zu begrüßen. Er war 1975–1979 und 1981–1984 zweimal Chancellor of the Primrose League. Außerdem war er 1970 to 1974 Sprecher zum Thema Umwelt der Regierung von Edward Heath und 1979–1980 Sprecher zu den Themen Umwelt, Transport und Kunst der Regierung von Margaret Thatcher. 1982 wurde er als Commander des Order of the British Empire (CBE) ausgezeichnet. Nach der Einführung des House of Lords Act 1999 gehörte er zu den 92 Erbadeligen die als Vertreter des Erbadels im reformierten House of Lords verblieben. Er war im Committee of Privileges und war Captain des Shooting Team des House of Lords.
Er war Mitglied von mehreren Clubs und Vereinen. Er war Vizepräsident der Britischen Vereinigung des Konstantinordens und war auch deren dienstältester Ritter. Er war 1975 bis 2000 Präsident und Delegierter der Britischen und Irischen Vereinigung des Konstantinordens unter deren Großmeister Carlo, Herzog von Castro.
In den 1960er Jahren wurde er Direktor von Securicor. Er war außerdem ab 1993 Chairman der Thames Estuary Airport Company.